# Sanel Bajrektarević
Sanel Bajrektarević (* 30. Oktober 2002) ist ein bosnisch-kroatischer Fußballspieler.

## Karriere

### Verein
Bajrektarević begann seine Karriere bei der Kapfenberger SV. Im April 2019 debütierte er für die Amateure der KSV in der fünftklassigen Oberliga. Bis zum Ende der Saison 2018/19 kam er zu drei Einsätzen für diese. In der Saison 2019/20 spielte er 16 Mal für die dritte Mannschaft der Kapfenberger in der sechstklassigen Unterliga. Zur Saison 2020/21 rückte er in den Kader der Profis der KSV. Im Februar 2021 debütierte er gegen den Wolfsberger AC für die Profis im ÖFB-Cup. Sein Debüt in der 2. Liga gab er im April 2021, als er am 26. Spieltag der Saison 2020/21 gegen den SKU Amstetten in der 84. Minute für Winfred Amoah eingewechselt wurde. Insgesamt kam er zu 38 Zweitligaeinsätzen, ehe er Kapfenberg nach der Saison 2022/23 verließ.
Im August 2023 wechselte er dann nach Bosnien und Herzegowina zum Zweitligisten NK Jedinstvo Bihać.

### Nationalmannschaft
Bajrektarević spielte im März 2019 einmal für die bosnische U-17-Auswahl. Im Februar 2021 debütierte er für das U-19-Team.